# Зиновьев, Валерий Петрович
Зиновьев Валерий Петрович (27 июля 1942, Нерчинск — 21 марта 1983) — советский учёный в области фольклористики, кандидат филологических наук (1975).

## Биография
Валерий Петрович Зиновьев родился в 1942 году в городе Нерчинске Читинской области. В 1969 году окончил филологический факультет Иркутского государственного университета, где впоследствии в 1971—1979 годах преподавал. В 1980—1983 годах на преподавательской работе в Иркутском государственном педагогическом институте. В 1975 году защитил кандидатскую диссертацию на тему «Быличка как жанр фольклора и её современные судьбы».

## Научная деятельность
Научная деятельность В. П. Зиновьева началась в 1966 году, когда он приступил к собирательской работе в Иркутской области и Забайкалье. Данная работа велась им вплоть до 1982 года. Интерес для В. П. Зиновьева представляли произведения различных жанров фольклора, среди которых особое место занимали бывальщины и былички. Результатом деятельности В. П. Зиновьева стало собрание обширного фольклорного материала, насчитывающее свыше 5 тысяч текстов различных жанров. Уделял значительное внимание вопросам хранения и систематизации собранного фольклорного материал. На основе архива В. П. Зиновьева при его жизни и после смерти издано несколько фольклорных сборников.

### Сочинения
- Зиновьев В. П. Быличка как жанр фольклора и её современные судьбы (на материале фольклора Забайкалья): Автореф. Дис. … канд. филол. наук. — Саратов, 1975.
- Зиновьев В. П. Жанровые особенности быличек. — Иркутск, 1974.
- Русские сказки Забайкалья: Сборник / Подгот. текстов, сост., предисл. и примеч. В. П. Зиновьева. — Иркутск, 1983; 2-е изд. доп. — Иркутск, 1989.
- Зиновьев В. П. Указатель сюжетов сибирских быличек и бывальщин // Локальные особенности русского фольклора Сибири: Исследования и публикации. — Новосибирск. 1985. С. 62-76.
- Мифологические рассказы русского населения Восточной Сибири / Сост. В. П. Зиновьева; Под ред. Р. П. Матвеевой. — Новосибирск, 1987.
- Зиновьев В. П. Быличка как жанр фольклора и её современные судьбы // Мифологические рассказы русского населения Восточной Сибири. — Новосибирск, 1987. С. 381—400.
- Зиновьев В. П. Русские сказки Забайкалья // Россия древняя и вечная: Сборник. — Иркутск, 1992. С. 251—270.
- Русские песни Восточной Сибири / Подгот. текстов и сост. В. П. Зиновьева; Отв. ред. Ю. И. Смирнов. — Иркутск. 2006.